# 유희동
유희동(兪熺東, 1963년~)는 대한민국의 제15대 기상청장이다.
1986년 연세대학교 천문기상학과를 졸업한 뒤 1988년 같은 학과에서 석사학위를 취득했다. 1990년 기상연구사로 기상청에 입직해 예보상황과장, 수치모델개발과장, 예보정책과장, 기후과학국장, 기상서비스진흥국장, 관측기반국장, 예보국장, 부산지방기상청장, 기획조정관 등을 역임했다.
2021년 1월 기상청 차장에 올랐고, 2022년 6월 윤석열 정부의 기상청장으로 임명되었다.

## 학력
- 1986 연세대학교 천문기상학과 학사
- 1988 연세대학교 대학원 천문기상학 석사
- 2003 오클라호마 대학교 대학원 기상학 박사

## 경력
- 1990 기상연구사
- 2007. 12.~2011. 1. 기상청 예보국 예보상황과장, 수치모델개발과장
- 2011. 1.~2013. 1. 기상청 예보국 예보정책과 과장
- 2013. 1.~ 2013. 12. 국립외교원 글로벌리더십과정 파견
- 2014. 5.~2015. 10. 기상청 기후과학국 국장
- 2015. 10.~2017. 1. 기상청 기상서비스진흥국 국장
- 2017. 1.~2017. 9. 기상청 관측기반국 국장
- 2017. 9.~208. 12. 기상청 예보국 국장
- 2019. 1.~2020. 6. 제21대 부산지방기상청 청장
- 2020. 7.~2021. 1. 기상청 기획조정관
- 2021. 1.~2022. 6. 제12대 기상청 차장
- 2022. 6.~2024. 6. 제15대 기상청 청장
- 2022. 11.~2024. 6. 국가우주위원회 위원